# Corellopsis
Corellopsis is een geslacht uit de familie Corellidae en de orde Phlebobranchia uit de klasse der zakpijpen (Ascidiacea).

## Soorten
- Corellopsis pedunculata Hartmeyer, 1903
- Corellopsis translucida Millar, 1970